# Himma
Koordinaten: 57° 59′ N, 27° 4′ O
Himma ist ein Dorf (estnisch küla) im Südosten Estlands. Es gehört zur Gemeinde Põlva (bis 2017 Laheda) im Kreis Põlva.
Das Dorf hat 116 Einwohner (Stand 31. Dezember 2011).